# John Wayne (cantor)
John Wayne (Saint Elizabeth, 1963 — Kingston, 30 de janeiro de 2014), nome artístico de Norval Headley, foi um cantor, compositor e produtor jamaicano de reggae e dancehall.

## Carreira
Seu maior sucesso foi a música Call The Police, lançada em 1985 pela gravadora de King Jammy, que utiliza o riddim Sleng Teng.

## Morte
John Wayne morreu na manhã do dia 30 de janeiro de 2014 no Hospital Público de Kingston devido a insuficiência renal.
Ele deixou sete filhos e oito netos.

## Discografia

### Álbuns de estúdio
- Boogie Down

### Singles
- John Wayne & Don Carlos - Money & Woman (Shuttle Records) (1983)
- John Wayne & Sugar Minott - Jamming In The Street (Wackie's) (1983)
- John Wayne - Nah Go So (Witty)
- John Wayne - Mate Nuh Like (Raiders) (1991)
- John Wayne - Frindisha (Gold Disc) (1991)
- John Wayne - Want A Lova (Screwballs)